# Ковуи
Ковуи — тюркское население лесостепной зоны среднего Приднепровья XI—XIII веков, откочевавшее в пределы Руси после занятия причерноморских степей половцами.
Четвёртое по величине и значимости этническое объединение внутри чёрных клобуков (после печенегов, берендеев и торков), находившееся в зависимости от киевских и черниговских князей.

## Происхождение
Этноним ковуи представляет собой русский вариант произношения имени тюркского племени кайи, при этом согласно А. В. Суперанской происхождение названия города Киев также связано с племенем кайи (кай, кый). Согласно историческому труду хивинского хана и историка Абу-ль-Гази «Родословная туркмен», племя кайи ведет свое происхождение от древнего героя прародителя туркмен (огузов) Огуз-хана. Й. Маркварт полагал, что племя кайи (каи) было племенем первоначально монгольского происхождения. Ряд других авторов включает племя каи наряду с баяут (баят) и баяндур в число огузских племён, имеющих монгольское происхождение.

## История
Ковуи упоминаются летописью несколько раз.
Под 1151 году ковуи участвовали в борьбе Изяслава Мстиславича с Юрием Долгоруким на стороне Изяслава. В 1161 году ковуи участвовали в борьбе Мстиславичей против Изяслава Давыдовича. В 1168 году ковуи (Бастеева чадь) были посланы Мстиславом Изяславичем под началом Михаила Юрьевича на помощь Роману Мстиславичу в Новгород.
В 1185 году в связи с походом новгород-северского князя Игоря Святославича против половцев под непосредственным руководством черниговского воеводы Ольстина Олексича. Возможно, могуты, татраны, шельбиры, топчаки, ревуги и ольберы, упомянутые в «Слове о полку Игореве», являются семьями, выделявшимися из среды ковуев или торков.

Самое имя Торковъ, Берендеевъ, Ковуевъ и другахъ племенъ тюркскаго происхожденія, жившихъ въ Кіевской губернія, исчезло изъ памяти народной, хотя въ лѣтописи нѣтъ слѣдовъ ихъ ухода или истребленія, и многія лица малороссійскаго казачества сильно напоминаютъ собою азіятскій обликъ этихъ исчезнувшихъ народцевъ.— Степан Васильевич Ешевский, Русская колонизация Северо-восточного края, «Вестник Европы», № 1, 1866 год.